# Andrzej Warchałowski

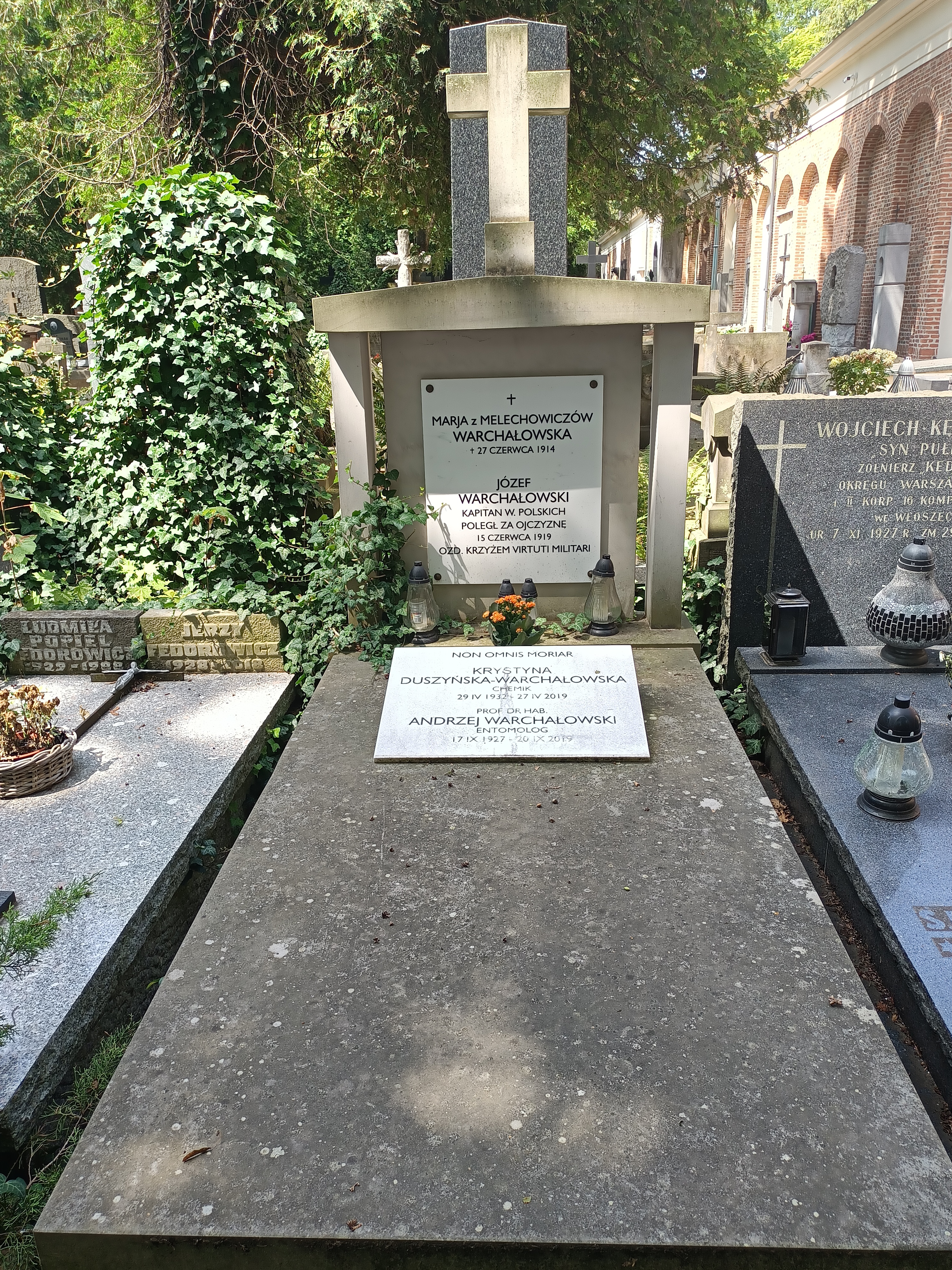
Grób Andrzeja Warchałowskiego na cmentarzu Powązkowskim w Warszawie

Andrzej Stanisław Warchałowski (ur. 17 września 1927 w Krakowie, zm. 20 września 2019 w Podkowie Leśnej) – polski entomolog, znawca rodziny stonkowatych (Chrysomelidae), profesor zwyczajny Uniwersytetu Wrocławskiego. Wnuk Klary Czop-Umlauf, stryjeczny wnuk Kazimierza Warchałowskiego oraz Jerzego Warchałowskiego.

## Życiorys
Większą część dzieciństwa i wczesnej młodości spędził w Warszawie. Podczas II wojny światowej brał bezpośredni udział w walkach, najpierw na Zamojszczyźnie jako partyzant w oddziałach Narodowych Sił Zbrojnych, a później jako frontowy żołnierz I Armii Wojska Polskiego. Po wojnie do roku 1947 kontynuował swoją, przerwaną na okres walk, naukę w liceum, później zaś studiował chemię na Uniwersytecie Jagiellońskim oraz chemię i biologię na Uniwersytecie i Politechnice we Wrocławiu (1948–1952). Studia zakończył uzyskując dyplom inżyniera chemii (1950) i magistra filozofii (1952).
Od wczesnej młodości pasjonowały go chrząszcze, które przez całe jego zawodowe życie stanowiły główny przedmiot jego badań i naukowej specjalizacji – objęty jego badaniami obszar to teren całej Eurazji i Afryki Północnej. Znaczną część materiałów do swych prac zgromadził, prowadząc badania w  czasie ośmiu kilkumiesięcznych pobytów służbowych w Wietnamie (1961/62), Maroku (1962, 1964), Grecji (1964), Iranie (1962/63, 1965/66, 1967/68, 1970/71) oraz w czasie dwuletniego pobytu w Algierii (1985–1987), a także podczas 35 kilkutygodniowych podróży badawczych na tereny szeroko pojętego Obszaru Śródziemnomorskiego.
Zarówno na swej macierzystej uczelni, jak w krajowych oraz zagranicznych stowarzyszeniach naukowych prof. Warchałowski pełnił szereg ważnych funkcji: był kierownikiem Zakładu Systematyki Zwierząt i Zoogeografii, dyrektorem Instytutu Zoologicznego (dwie kadencje), prezesem  Polskiego Towarzystwa Entomologicznego (dwie kadencje), był też członkiem Komitetu Zoologicznego Polskiej Akademii Nauk. Należał do międzynarodowych komitetów organizacyjnych (SEEC, AEC), a także był redaktorem naczelnym kilku wydawnictw naukowych. Stworzył wrocławską szkołę taksonomii, jedną z pięciu najlepszych w tej dziedzinie na świecie. Wychował też sobie następców, spośród których kilku osiągnęło znaczące sukcesy naukowe.
Został pochowany na Cmentarzu Powązkowskim w Warszawie kwatera 169 rząd 3 grób 3.

## Publikacje
1. Klucze do oznaczania owadów Polski – Stonkowate (3 tomy)
2. Siedmiotomowa monografia Chrysomelidae w „Fauna Polski – Fauna Poloniae”
3. Rewizja rodzaju Labidostomis
4. Klucz do Chrysomeliday Europy i Północnej Afryki
5. Dwutomowy klucz do Chrysomelidae Palearktyki
6. Wspomnienia

## Odznaczenia
- Medal Przyjaźni (Huy chương Hữu nghị) (Wietnam)
- Złoty Krzyż Zasługi
- Krzyż Kawalerski Orderu Odrodzenia Polski[3]